# Wilhelm von Humboldt
Karl Wilhelm friherre von Humboldt (født 22. juni 1767, død 8. april 1835) var en liberal, preussisk politiker, embedsmand, diplomat og filosof. Han grundlagde Humboldt-Universität zu Berlin, som blev forbillede for senere europæiske universiteter. Humboldt var ven af Goethe og Schiller og huskes især som en fremragende tysk lingvist, som introducerede kendskabet til det baskiske sprog blandt Europas intellektuelle.
Hans yngre bror Alexander von Humboldt var en kendt naturvidenskabsmand.

## Filosof
Wilhelm von Humboldt var allerede en anerkendt tænker, da han i 1792 udgav bogen Ideen zu einem Versuch, die Grenzen der Wirksamkeit des Staats zu bestimmen ("Ideer til et forsøg på at afsætte grænserne for statsindblanding"), et frygtløst forsvar for frihedsbegreberne i den europæiske oplysningstid, der på mange måder var forud for sin tid og andre liberalistiske tænkere som John Stuart Mill. Han beskrev udviklingen af liberalismen og frihedens rolle i den enkeltes personlige udvikling og dennes stræben efter det perfekte. Friedrich Hayek beskrev Humboldt som den største tyske liberale filosof.
Som preussisk undervisningsminister stod han for et system af Technische Hochschulen (tekniske højskoler) og gymnasier, der gjorde Preussen og efterfølgende Det Tyske kejserrige, til den stærkeste europæiske magt og leder inden for videnskab.

## Diplomat
I perioden 1802 til 1819 arbejdede Humboldt som preussisk diplomat. Først i Rom fra 1802 til 1812 og så i Wien fra 1812. I Prag i 1813 var han en afgørende spiller i at få Østrig til at alliere sig med Preussen og Rusland mod Napoleons Frankrig. I 1815 var han i Paris medunderskriver af fredaftalen mellem Preussen og det besejrede Sachsen samt aktiv deltager i håndteringen af det postnapoleonske Tyskland. I 1818 deltog han i Aachen-kongressen, der afgjorde Frankrigs skæbne efter Napoleon. Imidlertid fik Preussens tiltagende reaktionære regeringer Humboldt til at stoppe sit politiske liv i 1818 for derefter udelukkende at hellige sig litteratur og videnskab.

## Lingvist
Wilhelm von Humboldt var en ekspertlingvist, som oversatte Pindar og Aischylos fra oldgræsk til tysk og lavede pionerarbejde med studier af baskisk.
Hans arbejde i filologi med baskisk har haft den længste levetid af hans videnskabelige arbejde. Et besøg i Baskerlandet afstedkom i 1821 bogen Prüfung der Untersuchungen über die Urbewohner Hispaniens vermittelst der vaskischen Sprache (Undersøgelse af tidlige beboere af Spanien ved hjælp af baskisk), hvori han prøvede at vise, ved en sammenligning af geografiske stednavne, at et folk, der havde brugt et sprog i slægt med baskisk, engang havde beboet hele Spanien, det sydlige Frankrig samt de De Baleariske Øer. Dette folk identificerede han med iberere nævnt i klassisk litteratur, og videre beskrev han dem som have værende allierede med berberne fra Nordafrika. Von Humbolds konklusioner er siden blevet delvist overskygget og tilbagevist af moderne sprogforskning og arkæologi, men var et pionerarbejde for sin tid og brugt delvis til denne dag.
Von Humboldt nåede ikke at færdiggøre sit ambitiøse projekt med en undersøgelse af sproget kawa talt på Java, men en introduktion blev posthumt publiceret i 1836 som Über die Verschiedenheit des menschlichen Sprachbaus und seinen Einfluss auf die geistige Entwicklung des Menschengeschlechts (Sprogets forskellighed og indflydelse på menneskets intellektuelle udvikling).
Von Humboldt tilskrives æren som den første lingvist, der anskuede menneskets sprog som et regelbaseret system i stedet for som blot en samling af ord og fraser med forskellige meninger. Denne ide er en af grundstenene i Noam Chomskys sprogteori, og Chomsky selv gør hyppigt brug af Humbolds arbejder og citater. Humboldt er tilskrevet æren for at være den første til at postulere en lingvistisk relativitetshypotese (bedre kendt som Sapir-Whorf-hypotesen), næsten et århundrede før Edward Sapir og Benjamin Whorf.